# Швуот
«Швуот», также «Шевуот», «Шебуот»; др.-евр. שבועות‬, shevu’oth (мн. ч. от שבועה — «клятва», «присяга») — трактат в Мишне, Тосефте, Вавилонском и Иерусалимском Талмуде, в разделе Незикин («Ущербы»). Трактат посвящён законам о клятвах, в особенности судебных, и об ответственности за их нарушение.

## Предмет рассмотрения
В Моисеевом законе законы о клятвах приводятся в связи с ответственностью за их нарушение. За дачу заведомо ложной клятвы в суде и за нарушение клятв полагается принести жертву за грех:

Если кто согрешит тем, что слышал голос проклятия и был свидетелем, или видел, или знал, но не объявил, то он понесёт на себе грех.
Или если прикоснется к чему-нибудь нечистому, или к трупу зверя нечистого, или к трупу скота нечистого, или к трупу гада нечистого, но не знал того, то он нечист и виновен.
Или если прикоснется к нечистоте человеческой, какая бы то ни была нечистота, от которой оскверняются, и он не знал того, но после узнает, то он виновен. Или если кто безрассудно устами своими поклянется сделать что-нибудь худое или доброе, какое бы то ни было дело, в котором люди безрассудно клянутся, и он не знал того, но после узнает, то он виновен в том.
Если он виновен в чём-нибудь из сих, и исповедается, в чём он согрешил, то пусть принесёт Господу за грех свой, которым он согрешил, жертву повинности из мелкого скота, овцу или козу, за грех, и очистит его священник от греха его.
— Лев. 5:1—6
Как видно из текста, одинаковая ответственность полагается за нарушение законов о присяге и о ритуальной чистоте. Этому следует и Мишна: первые две главы трактата «Швуот» посвящены вопросу об ответственности за осквернении святынь и приход в Иерусалимский храм в состоянии ритуальной нечистоты. Вслед за этим, после рассмотрения вопроса о понятии клятвы вообще, автор Мишны переходит к судебным клятвам, уделяя особенное внимание клятве о переданном на хранение имуществе:

если кто согрешит и сделает преступление пред Господом и запрется пред ближним своим в том, что ему поручено, или у него положено, или им похищено, или обманет ближнего своего, или найдет потерянное и запрется в том, и поклянется ложно в чём-нибудь, что люди делают и тем грешат, то, согрешив и сделавшись виновным, он должен возвратить похищенное, что похитил, или отнятое, что отнял, или порученное, что ему поручено, или потерянное, что он нашёл; или если он в чём поклялся ложно, то должен отдать сполна, и приложить к тому пятую долю и отдать тому, кому принадлежит, в день приношения жертвы повинности; и за вину свою пусть принесёт Господу к священнику в жертву повинности из стада овец овна без порока, по оценке твоей.
— Лев. 6:2—6
Таким образом, в Мишне различаются следующие виды клятв:
- Клятва о переданном на хранение имуществе (שבועת הפקדון); эта клятва, в отличие от «судебной» клятвы, отрицает сам факт приёма имущества на хранение.
- Клятва свидетельская (שבועת העדות) — несмотря на название, не имеет ничего общего с современной свидетельской присягой. Свидетельскую клятву, по Лев. 5:1, произносит человек в подтверждение того что он ничего не может сообщить по делу, о котором его призывают свидетельствовать.
- Клятва судебная (שבועת הדיינין), которая является достаточным основанием для вынесения судебного решения в определённых делах, а именно:
  - в делах о невозврате имущества, переданного на хранение или внаём (Исх. 22:8, 11); отличается от клятвы об имуществе тем, что факт передачи имущества не отрицается, но утверждается, что имущество утрачено не по вине хранителя;
  - если ответчик признаёт часть иска;
  - если иск подтверждается только одним свидетелем;
  - в делах об управлении чужим или совместным имуществом.
- Клятвы, не связанные с судебными разбирательствами. Мишна классифицирует их по двум признакам: является клятва утверждением или отрицанием и говорится ли в ней о совершившемся факте или о намерении (по этим признакам клятвы делятся на четыре рода, и с этого правила начинается трактат). Кроме того, такие клятвы делятся на «изречённые» (בטוי) и «напрасные» (שוא); к последним относятся клятвы заведомо невыполнимые, а также вступающие в противоречие с Торой или с другой клятвой.

## Содержание
Трактат «Швуот» в Мишне содержит 8 глав и 62 параграфа. Как и многие другие трактаты, он начинается с числового правила — указывается два рода клятв, распадающиеся на четыре вида, вслед за чем, по характерной для Талмуда ассоциации идей, указываются другие случаи, где «два рода распадаются на четыре вида».
- Глава первая: устанавливает ответственность за нарушение законов о ритуальной чистоте (когда человек в состоянии нечистоты вошёл на храмовый двор или ел жертвенное мясо)[1].
- Глава вторая классифицирует случаи неумышленного нарушения законов о ритуальной чистоте.
- Глава третья задаёт классификацию внесудебных клятв и устанавливает ответственность за умышленное и неумышленное их нарушение[1].
- Глава четвёртая трактует о свидетельской клятве, подтверждающей невозможность свидетельствовать из-за незнания обстоятельств дела.
- Глава пятая рассматривает вопрос о клятве, отрицающей приём имущества на хранение; к этому виду клятв относится  также клятва ответчика об отсутствии оснований требовать с него возмещение ущерба.
- Глава шестая посвящена присяге судебной, налагаемой на ответчика, когда он признает часть иска; рассматриваются случаи освобождения от этой присяги.
- Глава седьмая рассматривает случаи присуждения выплат по присяге. Присяги достаточно для удовлетворения исков наёмного рабочего, лавочника, ограбленного, избитого и исков к заведомо недобросовестному лицу.
- Глава восьмая задаёт классификацию лиц, временно пользующихся чужой собственностью («хранителей») и рассматривает вопрос об их ответственности[1].